# Молодёжный (микрорайон Перми)
 Молодёжный  — микрорайон (внутригородской посёлок) в Орджоникидзевском районе города Перми Пермского края России.

## География
Микрорайон находится на левом берегу Камы, ограничен с запада полосой отчуждения железной дороги, с севера и востока долиной, занятой садоводческими товариществами, прилегающими к микрорайону Энергетик, с юга пустырями и зоной гаражной застройки, прилегающей к микрорайону Камский. На юго-востоке микрорайон выходит к улице Лянгасова, играющей роль объездной трассы.

### Уличная сеть
Центральная улица микрорайона — улица академика Веденеева, идущая от железнодорожной платформы Молодёжная на восток-юго-восток от Камы. Параллельно ей проходит улица Льва Лаврова, Качканарская. Поперечные улицы Косякова, Волховская, Зюкайская, Газонная, Кронита, Штилевая. По западной оконечности микрорайона идёт улица Первомайская.

## История
До 1940 года здесь находился посёлок 2-го участка Камской ГЭС и жилые зоны заключённых, занятых на её строительстве. В 1955 году здесь было создано СКБ-172, входившее в состав завода им. Ленина. В 1966 году СКБ стало самостоятельным предприятием КБМаш (Конструкторское бюро машиностроения), работавшим в области разработки и создания образцов ракетной техники. Ныне это НПО «Искра», одно из ведущих предприятий в Перми.

## Промышленность
НПО «Искра».

## Образование
Школа № 16 («Инженерная школа»). Краевой колледж «Оникс» (бывшее ПУ № 41).

## Транспорт
Микрорайон связан с другими частями города автобусными маршрутами №: 21, 22, 23, 24, 32, 48, 58, 73, 77. Действует железнодорожная остановочная платформа Молодёжная.